# Dadich
Dadich (arab. داديخ) – miejscowość w Syrii, w muhafazie Idlib. W 2004 roku liczyła 2674 mieszkańców.